# Есме Бут
Есме Бут (23 грудня 1998 , Стратфорд-апон-Ейвон, Західний Мідленд ) — британська веслувальниця, срібна призерка Олімпійських ігор 2024 року, чемпіонка Європи.

## Виступи на Олімпіадах
| Олімпіада  | Дисципліна | Місце |
| ---------- | ---------- | ----- |
| Париж 2024 | четвірки   | 2     |

## Зовнішні посилання
- Ребекка Шортен на сайті FISA.